# La copa de la vida
«La copa de la vida» o «The Cup of Life» es una canción interpretada por el cantante puertorriqueño Ricky Martin para su cuarto álbum de estudio, Vuelve. Fue compuesta por Ian Blake, Desmond Child y Robi Draco Rosa, con letra en español de Luis Gómez-Escolar y lanzado por Sony Music el 2 de marzo de 1998. Fue la canción oficial de la Copa Mundial de Fútbol de 1998. 
En Estados Unidos llegó al número 2 en la lista Hot Latin Songs y al número 45 en la Billboard Hot 100 el 7 de agosto de 1999. También alcanzó el puesto número 2 en la lista Latin Pop Airplay y el 3 en la Tropical Airplay. Fue un gran éxito en Europa sobre todo en Suecia, Francia, España, Alemania, Bélgica y Suiza, donde alcanzó la posición número 1 en las listas. 

## Video musical
El video musical de "La copa de la vida" fue dirigido por Wayne Isham en 1998 y fue rodado en Puerto Rico, salió al aire en abril de 1998. Además cantó la canción en la final del Mundial, y su interpretación en los Grammy del 99 fue vista por millones de personas en más de 40 países, lo que ayudó para que su siguiente disco debutara número 1 en Estados Unidos. 
Fue posteriormente incluido en los discos La historia, The Best of Ricky Martin, así como en Ricky Martin. 

## Lista de canciones
| CD sencillo Europa 1. «The Cup Of Life» 2. «The Cup Of Life» - Remix Long Version 3. «La copa de la vida» - Spanglish Remix - Radio Edit 4. «La copa de la vida» - Álbum Versión CD sencillo promocional Chile & Argentina 1. «La copa de la vida» 4:28 2. «La copa de la vida» Remix Spanish Radio Edit 4:37 3. «La copa de la vida» Remix Spanglish Radio Edit 4:37 4. «La copa de la vida» Remix Spanish Long Edit 8:39 5. La copa de la vida» Remix Spanglish Long Edit 8:39 - CD sencillo Estados Unidos 1. «The Cup of Life» (English Radio Edit) – 4:37 2. «María» (Jason Nevins Remix) – 3:45 | CD sencillo Reino Unido versión 1 1. «The Cup of Life» English Radio Edit 2. «The Cup of Life» Spanglish Radio Edit 3. «The Cup of Life» Original English Version 4. «The Cup of Life» Extended English Version 5. «The Cup of Life» Extended Spanglish Version CD sencillo Reino Unido versión 2 1. «The Cup Of Life» 2. «The Cup Of Life» - Remix - Long Version 3. «La copa de la vida» - Spanglish Remix - Radio Edit 4. «La copa de la vida» - Álbum Version CD sencillo Reino Unido edición limitada 1. «The Cup of Life» English Radio Edit 2. «The Dub Of Life» Mix 3. «Maria» - Jason Nevins Remix 4. «Maria» - Spanglish Radio Edit 5. «The Cup of Life» Spanglish Radio Edit |

## Posicionamiento en listas
| Lista (1998-1999)                        | Mejor posición |
| ---------------------------------------- | -------------- |
| Alemania (Offizielle Deutsche Charts)    | 1              |
| Australia (ARIA)                         | 1              |
| Austria (Ö3 Austria Top 40)              | 4              |
| Bélgica (Flandes) (Ultratop 50)          | 27             |
| Bélgica (Valonia) (Ultratop 50)          | 1              |
| España (AFYVE)                           | 1              |
| Estados Unidos (Billboard Hot 100)       | 45             |
| Estados Unidos (Mainstream Top 40)       | 18             |
| Estados Unidos (Adult Top 40)            | 40             |
| Estados Unidos (Hot Latin Songs)         | 2              |
| Estados Unidos (Latin Pop Airplay)       | 2              |
| Estados Unidos (Tropical Airplay)        | 3              |
| Estados Unidos (Hot Dance Singles Sales) | 4              |
| Estados Unidos (Radio Songs)             | 31             |
| Europa (European Hot 100)                | 1              |
| Finlandia (OFC)                          | 11             |
| Francia (SNEP)                           | 1              |
| Italia (FIMI)                            | 1              |
| Japón (Oricon Singles Chart)             | 68             |
| Noruega (VG-lista)                       | 2              |
| Países Bajos (Dutch Top 40)              | 8              |
| Reino Unido (UK Singles Chart)           | 29             |
| Suecia (Sverigetopplistan)               | 1              |
| Suiza (Schweizer Hitparade)              | 1              |

| País         | Organismo certificador | Certificación    | Ref.   |
| ------------ | ---------------------- | ---------------- | ------ |
| Alemania     | BVMI                   | Disco de Oro     | [ 26 ] |
| Australia    | ARIA                   | Disco de Platino | [ 27 ] |
| Bélgica      | BEA                    | Disco de Platino | [ 28 ] |
| Francia      | SNEP                   | Disco de Platino | [ 29 ] |
| Países Bajos | NVPI                   | Disco de Oro     | [ 30 ] |
| Noruega      | IFPI Noruega           | Disco de Oro     | [ 31 ] |
| Suecia       | GLF                    | Disco de Platino | [ 32 ] |
| Suiza        | IFPI Suiza             | Disco de Oro     | [ 33 ] |

## Sucesiones
| Anterior: «El club de los humildes» de Mecano  | Listas musicales de España — Sencillo Nro 1 11 de abril de 1998 — 25 de abril de 1998 | Siguiente: «My heart will go on» de Céline Dion                                                |
| Anterior: «My heart will go on» de Céline Dion | SNEP — Sencillo Nro 1 9 de mayo de 1998 — 20 de junio de 1998                         | Siguiente: «La Tribu de Dana» de Manau                                                         |
| Anterior: «Vill ha dig» de Drömhus             | Hitlistan — Sencillo Nro 1 22 de mayo de 1998 — 31 de julio de 1998                   | Siguiente: «Calcutta (Taxi Taxi Taxi)» de Dr. Bombay                                           |
| Anterior: «My heart will go on» de Céline Dion | European Hot 100 — Sencillo Nro 1 20 de junio de 1998 — 25 de junio de 1998           | Siguiente: «Ghetto Supastar (That Is What You Are)» de Pras Michel con Mýa & Ol' Dirty Bastard |
| Anterior: «All My Life» de K-Ci & Jojo         | ARIA Charts — Sencillo Nro 1 21 de junio de 1998 — 2 de agosto de 1998                | Siguiente: «Iris» de Goo Goo Dolls                                                             |
| Anterior: «Männer sind Schweine» de Die Ärzte  | German Singles Chart — Sencillo Nro 1 26 de junio de 1998 — 24 de julio de 1998       | Siguiente: «Ghetto Supastar (That Is What You Are)» de Pras Michel con Mýa & Ol' Dirty Bastard |
| Anterior: «Stand by Me» de 4 the Cause         | Swiss Singles Chart — Sencillo Nro 1 12 de julio de 1998 — 19 de julio de 1998        | Siguiente: «Bailando» de Loona                                                                 |

| Predecesor: «Gloryland» de Daryl Hall & Sounds of Blackness | Canción oficial de la Copa Mundial de Fútbol «La copa de la vida» Francia 1998 | Sucesor: «Boom» de Anastacia |